# Casama leporina
Casama leporina is een vlinder uit de familie spinneruilen (Erebidae), onderfamilie donsvlinders (Lymantriinae). De wetenschappelijke naam van deze soort is voor het eerst geldig gepubliceerd in 1935 door Zerny.
De soort komt voor in tropisch Afrika.